# Lohagara
Lohagara è un sottodistretto (upazila) del Bangladesh situato nel distretto di Narail, divisione di Khulna. Si estende su una superficie di 284,91 km² e conta una popolazione di  279.913 abitanti (censimento 2011).